# Port lotniczy Ontario
Port lotniczy Ontario (właśc. LA/Ontario International Airport) – międzynarodowy port lotniczy położony 3 km na wschód od Ontario, w hrabstwie San Bernardino, w Kalifornii. W 2006 obsłużył 7 mln pasażerów.

## Linie lotnicze i połączenia

### Terminal 2
- Aeroméxico (Guadalajara, Meksyk) [tylko odloty]
- Alaska Airlines (Portland (OR), Seattle/Tacoma)
  - Horizon Air (Portland (OR))
- Continental Airlines (Houston-Intercontinental)
- Delta Air Lines (Atlanta, Salt Lake City)
  - Delta Connection obsługiwane przez SkyWest Airlines (Salt Lake City)
- Great Lakes Airlines (Merced, Prescott, Visalia)
- United Airlines
  - United Express obsługiwane przez SkyWest Airlines (San Francisco)
  - Ted obsługiwane przez United Airlines (Denver)

### Terminal 4
- American Airlines (Dallas/Fort Worth)
- Southwest Airlines (Las Vegas, Nashville, Oakland, Phoenix, Reno/Tahoe, Sacramento, San Jose (CA))
- US Airways (Phoenix)
  - US Airways Express obsługiwane przez Mesa Airlines (Phoenix)

### Terminal międzynarodowy
- Aeroméxico (Guadalajara, Meksyk) [tylko przyloty]